# Frankreich erleben
Frankreich erleben ist ein deutschsprachiges Magazin, das Frankreich als Reiseland präsentiert. Es erscheint alle drei Monate mit einem Umfang von 100 Seiten.
Das Magazin will Einblicke in den Alltag der Franzosen bieten und berichtet zu den Themen Reise, Kultur, Lebensstil, Genuss, Wein, Politik, Wirtschaft und Gesellschaft.
Frankreich erleben wird von einem deutsch-französischen Team erstellt. Der Redaktionssitz ist in Bordeaux. Frankreich erleben wurde bis zur Ausgabe Nr. 57 (Sommer 2015) vom Berliner Verlag Globus Medien herausgegeben. Seitdem erscheint das Magazin im Verlag AJC Presse aus Bordeaux.
Das Magazin wurde von Markus Harnau gemeinsam mit Jean-Charles Albert gegründet. Die erste Ausgabe erschien am 4. Januar 2006.
Frankreich erleben ist im Zeitschriftenhandel in Deutschland, Österreich, der Schweiz, Luxemburg und Südtirol sowie weltweit per Abonnement erhältlich.
Das Französische Institut arbeitet mit dem französischen Kulturnetzwerk im Ausland zusammen und hat gemeinsame Präsentationen mit „Frankreich erleben“.